# Asparn an der Zaya
Asparn an der Zaya è un comune austriaco di 1 815 abitanti nel distretto di Mistelbach, in Bassa Austria; ha lo status di comune mercato (Marktgemeinde).